# The Pillage 2
The Pillage 2 (englisch für „Die Plünderung 2“) ist das neunte Studioalbum des US-amerikanischen Rappers Cappadonna. Es wurde am 27. November 2015 über God Love Family Entertainment veröffentlicht. Die LP ist ein Sequel zu The Pillage, Cappadonnas erstem und bisher erfolgreichstem Album. The Pillage 2 erschien als Download und ist nicht in physischer Form erhältlich.

## Hintergrund
In einem Interview mit der Website HipHopSite.com im Dezember 2012 bestätigte Cappadonna erstmals Gerüchte über eine Fortsetzung von The Pillage. Er verriet, dass er dazu mit namhaften Produzenten wie RZA, Mathematics und 4th Disciple zusammen arbeite. Allerdings ist, aus ungenannten Gründen, keiner der von ihm angekündigten Produzenten auf dem Album zu hören.

## Cover
Auf dem Cover ist eine Gruppe eines möglicherweise indigenen Volkes zu sehen. Allerdings trägt auch jeder eine Badehose, die dieser Theorie widersprechen würde. Jeder, der auf dem Cover zu sehen ist, ist bewaffnet. Die Gruppe ist fokussiert auf ein Ort oder ein Geschehen, den man auf dem Cover nicht sehen kann. Auch machen sie den Eindruck, als würden sie sich auf einen Angriff vorbereiten. Auf der Mitte steht in großen, weißen Druckbuchstaben „THE PILLAGE 2“, ganz oben steht „CAPPADONNA“ in goldenen Farben, wobei das „C“ in Cappadonnas Namen ein seitlich verdrehtes Wu-Tang-Clan-Logo darstellt, dessen Mitglied Cappadonna ist.

## Titelliste
| #   | Titel                                                       | Länge |
| --- | ----------------------------------------------------------- | ----- |
| 1.  | Let’s Get Free (feat. Hashous Clay)                         | 4:59  |
| 2.  | 4 Leaf Clover                                               | 2:42  |
| 3.  | 52 Blocks                                                   | 2:30  |
| 4.  | Black Woman (feat. Jay Rush)                                | 4:27  |
| 5.  | Clap If You Hustle                                          | 3:13  |
| 6.  | Get Money                                                   | 3:57  |
| 7.  | The Have Nots                                               | 4:21  |
| 8.  | Hip-Hop Never Died (feat. Skillz, Lounge Mode & Mr. Cheeks) | 4:58  |
| 9.  | Poppi Wardrobe King (feat. Hashous Clay)                    | 3:58  |
| 10. | Raven Hair                                                  | 3:39  |
| 11. | Tell the Truth (feat. Jay Rush & Lazy Bone)                 | 3:13  |
| 12. | Story of My Chance                                          | 4:02  |
| 13. | We Forever (feat. Rampage & Spliff Star)                    | 3:41  |
| 14. | That Gallo Flow                                             | 3:46  |